# Aphanesthes pullata
Aphanesthes pullata är en skalbaggsart som beskrevs av Oliver Erichson Janson 1873. Aphanesthes pullata ingår i släktet Aphanesthes och familjen Cetoniidae. Inga underarter finns listade i Catalogue of Life.